# Fabrice Millischer
Fabrice Millischer est un tromboniste, sacqueboutiste et violoncelliste français né le 15 janvier 1985 à Toulouse.
Il est lauréat du 1er Prix de l'ARD de Munich, des Victoires de la musique classique en 2011 dans la catégorie "Révélation soliste instrumental de l'année" et il a eu l'honneur de recevoir un "EchoKlassik Preis" en 2014 pour son CD French Trombone Concertos

## Biographie
Fabrice Millischer a obtenu les 1er prix de violoncelle et de trombone au conservatoire de Toulouse.
Il étudia au CNSMD de Paris avec Philippe Muller, Roland Pidoux et Xavier Phillips le violoncelle.
Il étudia au CNSMD de Lyon avec Michel Becquet et Alain Manfrin pour le trombone, et Daniel Lassalle pour la sacqueboute. Il a joué avec Jordi Savall et les Sacqueboutiers. Il se produit en récital dans des festivals internationaux (Washington, Pékin, Munich, Bâle, Paris, Tokyo).
Il a enseigné au Conservatoire Paul Dukas à Paris avant d'enseigner en 2009 à la Hochschule für Musik Saar puis en 2013 à la Hochschule für Musik Freiburg, où il enseigne encore.
Il était de 2009 à 2013 trombone solo à l'Orchestre philharmonique de la Radio Saarbrücken Kaiserslautern.

## Prix et récompenses
- Lauréat du concours international de trombone de Budapest en 2005
- Lauréat du concours international de sacqueboute de Toulouse en 2006
- 1er Prix du concours international de musique de l'ARD à Munich en 2007
- Victoire de la musique classique (Révélation soliste instrumental de l'année) en 2011
- Filleul de l'Académie Charles Cros
- EchoKlassik Preis en 2014